# Église Sainte-Marie-de-l'Assomption de Peille
Pour les articles homonymes, voir Église Sainte-Marie-de-l'Assomption.
L'église Sainte-Marie-de-l'Assomption est une église située sur la commune de Peille, au quartier de La Torre, dans les Alpes-Maritimes, France.

## Historique

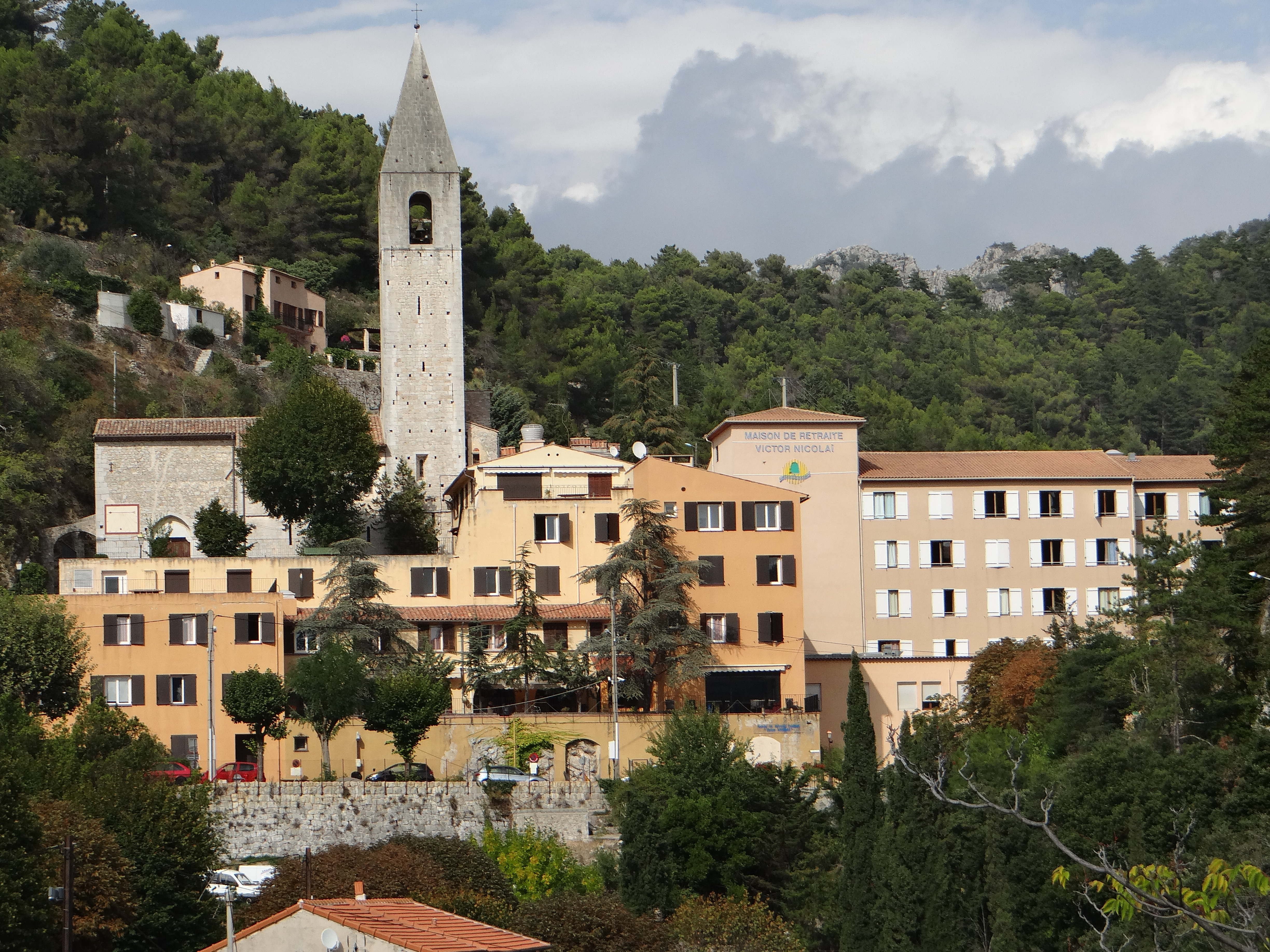
Église Sainte-Marie-de-l'Assomption.

Sur le plan religieux, Peille avait été divisé en deux communautés : la principale dépendait du couvent Sainte-Marie placée sous l'autorité des chanoines de Saint-Ruf. L'abbaye de Saint-Pons possédait depuis 1078 l'église Saint-Siméon d'Ongran inférieur. Ongran supérieur dépendait du chapitre de la cathédrale de Nice.
L'église est une ancienne collégiale. Elle a été revendiquée comme une de ses possessions par l'abbaye Saint-Pons de Nice. 
Le pape Pascal II fait figurer l'église parmi les biens de l'évêque de Nice Pierre, en 1114. Honorius II le confirme en 1129, puis Innocent II en 1136.
Elle devait être revendiquée de nouveau par les moines de Saint-Pons car, en 1143, une sentence arbitrale a obligé l'abbaye de Saint-Pons à céder au chapitre de la cathédrale de Nice l'église Sainte-Marie de Peille ainsi que l'église Sainte-Thècle. En 1144, le pape Lucius II confirme de nouveau la possession de l'église Sainte-Marie à l'évêque de Nice.
Puis l'église va dépendre des chanoines de l'ordre de Saint-Ruf d'Avignon. Le prieuré a alors adopté la règle de saint Augustin. 
Dans une bulle du pape Anastase IV adressée à Durand, abbé de Saint-Ruf d'Avignon, en 1154, on peut apprendre dans ce texte que l'église et le couvent de Peille auraient d'abord été occupés par des prêtres séculiers, puis, pendant quelques années, par des Templiers avant de dépendre  au XIIe siècle des chanoines de Saint-Ruf dont l'ordre avait été fondé au XIe siècle à Avignon. Cette bulle précise les possessions de l'ordre des chanoines de Saint-Ruf. Une seconde bulle du pape Urbain III, en 1185, confirme les droits de l'ordre. 
Une bulle du pape Innocent III, en 1206. La bulle de 1215 règle un nouveau conflit entre l'évêque de Nice et l'abbé de Saint-Ruf concernant les églises de Peille et d'Ongran. Il est arbitré par les évêques d'Anibes et de Nîmes. La bulle de 1215, confirme les privilèges accordés à l'ordre par ses prédécesseurs et cite Sainte-Marie de Peille parmi les possessions de l'ordre des chanoines de Saint-Ruf. Elle cite l'accord que doit faire l'évêque d'Antibes Falcon avec l'abbé de Saint-Ruf au sujet des dîmes de l'église de Peille. Une bulle du pape Grégoire IX confirme les privilèges de l'ordre et interdit aux évêques de toucher aux biens de Sainte-Marie de Peille.
Au XIVe siècle, l'église paroissiale étant ruinée, l'église Sainte-Marie devient le siège de la paroisse.
La bulle du pape Innocent VIII du 30 août 1488 liste tous les biens dépendant de l'église Sainte-Marie de Peille. Certains de ces biens de l'église de Peille avaient été saisis par l'évêque de Vintimille, les vicomtes de Nice et l'abbaye Saint-Pons de Nice.
Un décret du pape Innocent X, pris en 1654, fit cesser la Canonique de Saint-Ruf de Peille. Il précise que la paroisse de Peille devait être desservie par des prêtres séculiers. Cela entraîna un conflit entre l'évêque de Nice et les chanoines de Saint-Ruf qui avaient désigné le chanoine Ricci comme prieur de Peille. Le procès qui en résultat dura trois années mais finalement le pape trancha en faveur de l'évêque. Le couvent a été supprimé en 1670. Ces locaux ont alors servi de logement pour les curés de Peille. Ils furent obligés de le quitter en 1870 à cause de leur vétusté. On construisit à la place un nouveau presbytère et un hôpital.

## Description
L'église possède une nef romane du XIIe siècle et une autre gothique du XIIIe siècle qui a été agrandi au XIVe siècle pour former le collatéral nord, probablement quand l'église est devenue paroissiale. Une communication a été établie entre les deux et on a remonté la nef romane. L'église est doté d'un clocher couronné par une flèche pyramidale de style roman lombard. Il y a es traces de peintures murales des XVIe siècle et XVIIe siècle à l'intérieur.
Parmi les décors de l'église, un retable de Notre-Dame du Rosaire, avec prédelle, retouché malheureusement, où on peut lire le nom de l'artiste, Bertone Honoratus Niciae, 1479, Xbre.

## Classement
L'église Sainte-Marie-de-l'Assomption fait l'objet d'une inscription au titre des monuments historiques depuis le 22 juillet 1925.